# Mokhtar Dahari
Mokhtar Dahari (* 13. November 1953 in Setapak, Kuala Lumpur; † 11. Juli 1991 in Subang Jaya) war ein malaysischer Fußballspieler.
Seine Profikarriere begann er 1972 beim malaysischen Erstligisten Selangor FA, für den er 15 Jahre lang spielte. Er gewann mit Selangor 10-mal den Malaysia Cup, das größte Turnier des Landes und er schoss während dieser Zeit 177 Tore für den Verein. Er beendete seine Karriere im Mai 1986, nachdem er mit Selangor den Malaysia Cup zum zehnten Mal gewinnen konnte, kehrte aber im Januar 1987 für eine Saison zu Selangor zurück.
1972, mit gerade mal 19 Jahren, bestritt er sein erstes Länderspiel gegen die Auswahl von Sri Lanka. Er bestritt bis ins Jahr 1985 insgesamt 167 Spiele für die malaysische Fußballnationalmannschaft, in denen er 125-mal treffen konnte. Er gilt als der beste malaysische Fußballspieler aller Zeiten und belegte bei der Wahl zu Asiens Fußballer des Jahrhunderts den 30. Platz.
Mokhtar starb im Alter von 37 Jahren an Muskeldystrophie.